# Thrixspermum bromeliforme
Thrixspermum bromeliforme är en orkidéart som beskrevs av Wally Suarez. Thrixspermum bromeliforme ingår i släktet Thrixspermum och familjen orkidéer.
Artens utbredningsområde är Filippinerna. Inga underarter finns listade i Catalogue of Life.